# Lac Bluff
Pour les articles homonymes, voir Bluff (homonymie).
Le lac Bluff (en anglais : Bluff Lake) est un lac américain dans le comté de Shasta, en Californie. Il est situé à 2 105 mètres d'altitude au sein de la Lassen Volcanic Wilderness, dans le parc national volcanique de Lassen.